# Алдабергенов, Нурмолда

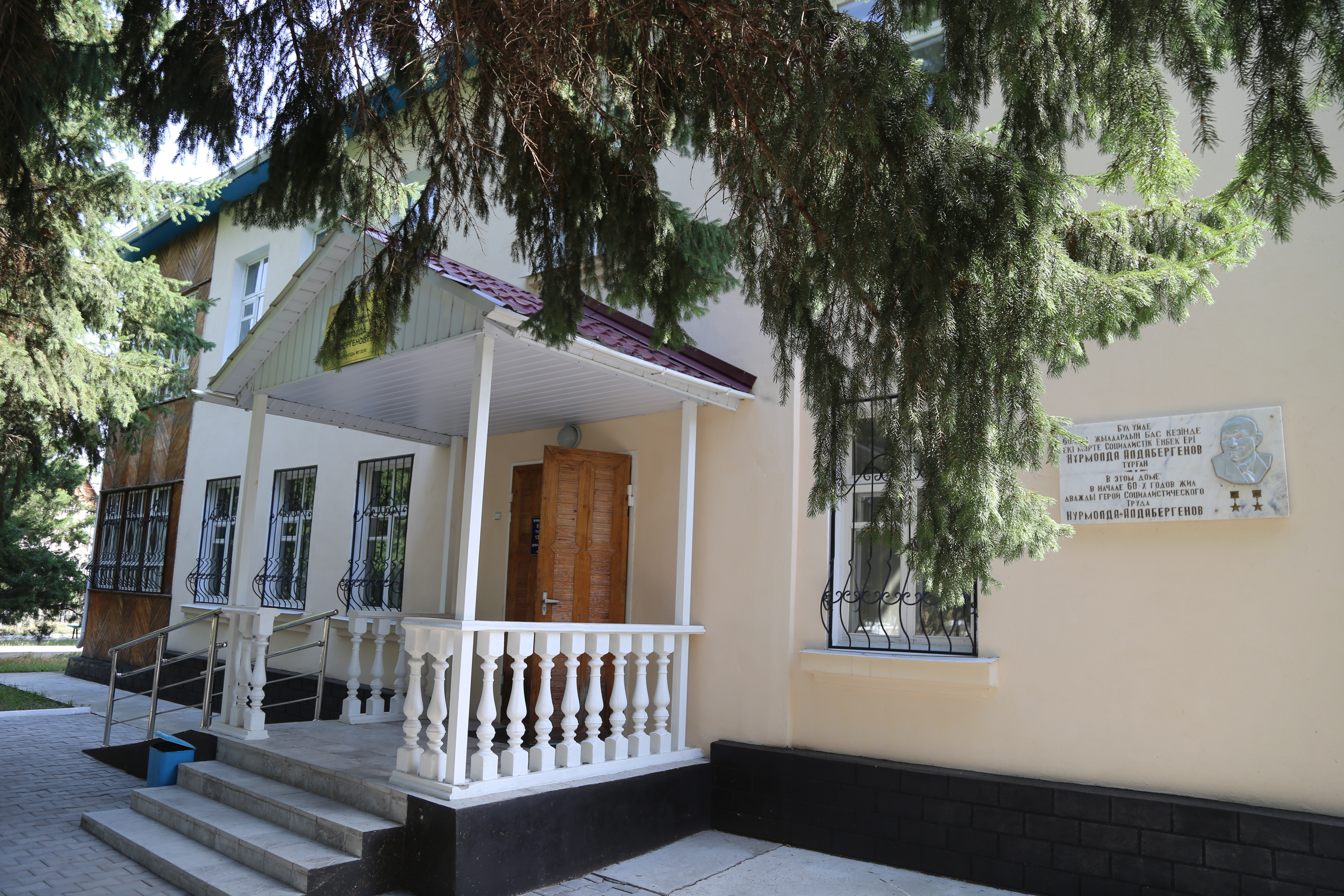
Дом, в котором Алдабергенов жил в начале 1960-х гг. в селе Чубар (сейчас мемориальный музей Алдабергенова)

Нурмолда́ Алдабергенович Алдаберге́нов (каз. Нұрмолда Алдабергенов, 7 (20) декабря 1906 — 17 ноября 1967) — один из организаторов колхозного движения в Казахстане, председатель колхозов. Дважды Герой Социалистического Труда (1948, 1958).

## Биография
Нурмолда Алдабергенов родился в семье крестьянина 7 (20) декабря 1906 в ауле Малайсары Копальского уезда либо по другим данным — на зимовье Желдикара (оба места на территории современного Кербулакского района Алматинской области). Казах. Окончил 4 класса. Происходит из подрода Андас рода Шуманак племени Жалайыр.
С 12 лет, оставшись сиротой, батрачил, затем принимал участие в строительстве Туркестанско-Сибирской железной дороги.
В 1930—1933 годах Нурмолда Алдабергенов работал рядовым колхозником, в 1934 году — бригадиром, в 1935 году — стал председателем колхоза «Жанаталап» Талды-Курганской области. К тому времени в колхоз входило 14 дворов и 28 трудоспособных колхозников, в распоряжении которых были два однолемешных плуга, одна телега, пять коров, два верблюда, три лошади и двадцать овец. Под руководством Нурмолды Алдабергенова за короткое время колхоз превратился в передовое хозяйство: через шесть лет поголовье овец достигло двух тысяч, коров — пятисот, лошадей — ста. В распоряжении колхоза были тракторы, косилки, автомобиль.
В 1940 году вступил в ВКП(б). Участвовал в Великой Отечественной войне: ушёл на фронт в 1942 году, демобилизовался в 1945 году.
В 1945—1950 годах вновь работал председателем колхоза «Жанаталап», Коллектив, возглавляемый им, добился выдающихся успехов в 1947 году, собрав по 365 ц/га сахарной свёклы и по 13,7 ц/га зерна, на участке в 10 га было собрано по 834 ц/га сахарной свёклы. Также в 1947 году по инициативе Алдабергенова была построена первая в Семиречье электростанция. За годы его руководства в селе Мукыры были возведены жилые дома, дом культуры, быткомбинат, средняя школа, больница, детские сады.
Указом Президиума Верховного Совета СССР от 28 марта 1948 года удостоен звания Героя Социалистического Труда за «получение высоких урожаев пшеницы, ржи, хлопка и сахарной свёклы при выполнении колхозом обязательных поставок и натуроплаты за работу МТС в 1947 году и обеспеченности семенами зерновых культур для весеннего сева 1948 года» с вручением ордена Ленина и золотой медали «Серп и Молот» (№ 1518).
В 1950—1965 годах работал председателем колхоза имени Сталина (переименованном в колхоз имени XXII партсъезда).
29 марта 1958 года Указом Президиума Верховного Совета СССР Алдабергенов Нурмолда был награждён второй золотой медалью «Серп и Молот» за «достижение высоких показателей в развитии животноводства, увеличении производства и сдаче государству сельскохозяйственных продуктов, а также высокой доходности общественного хозяйства артели».
В 1965—1967 годах Алдабергенов возглавлял отстающий колхоз имени Карла Маркса Андреевского района Талды-Курганской области и вывел его в число передовых.
Избирался делегатом XX съезда КПСС, депутатом Верховного Совета СССР 5-го созыва (1958—1962), депутатом Верховного Совета Казахской ССР 3-4-го созывов. Избирался членом ЦК Компартии Казахской ССР (1954, 1956, 1960).

## Награды

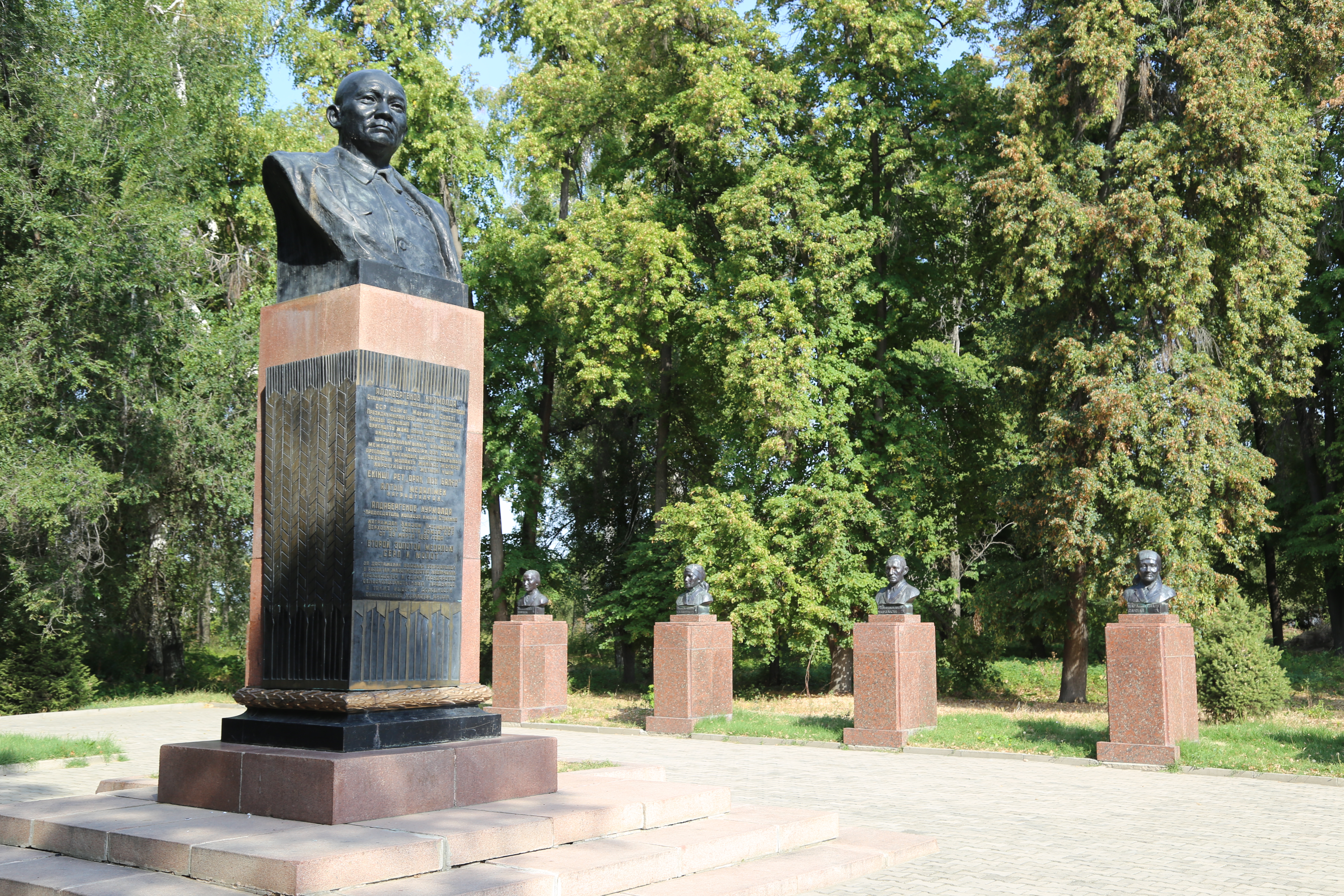
Бюст Алдабергенова на Аллее Героев в селе Алдабергеново

- Дважды Герой Социалистического Труда:
  - 28.03.1948 — за высокие урожаи сахарной свеклы,
  - 29.03.1958 — за успехи в развитии сельского хозяйства.
- Награждён двумя орденами Ленина, орденом Трудового Красного Знамени, медалями СССР и ВДНХ.

## Память
В 1959 году в селе Чубар (сейчас село Алдабергеново) был установлен бюст Алдабергенова скульптора Х. И. Наурызбаева, архитектора И. Я. Токаря. Бюст отлит из бронзы, четырёхгранный ступенчатый постамент из гранита, общая высота 3,6 м. В 1982 году бюст Нурмолды Алдабергенова был включен в список памятников истории и культуры Казахской ССР республиканского значения и взят под охрану государства.
В 1986 году в селе был открыт мемориальный музей Нурмолды Алдабергенова.